# Sindey Balderas
Sindey Balderas Melgar (Cuernavaca, 20 giugno 1976) è un ex calciatore messicano, di ruolo difensore.

## Palmarès

### Club

#### Competizioni nazionali
- InterLiga: 2

Tigres UANL: 2005, 2006